# 탄광

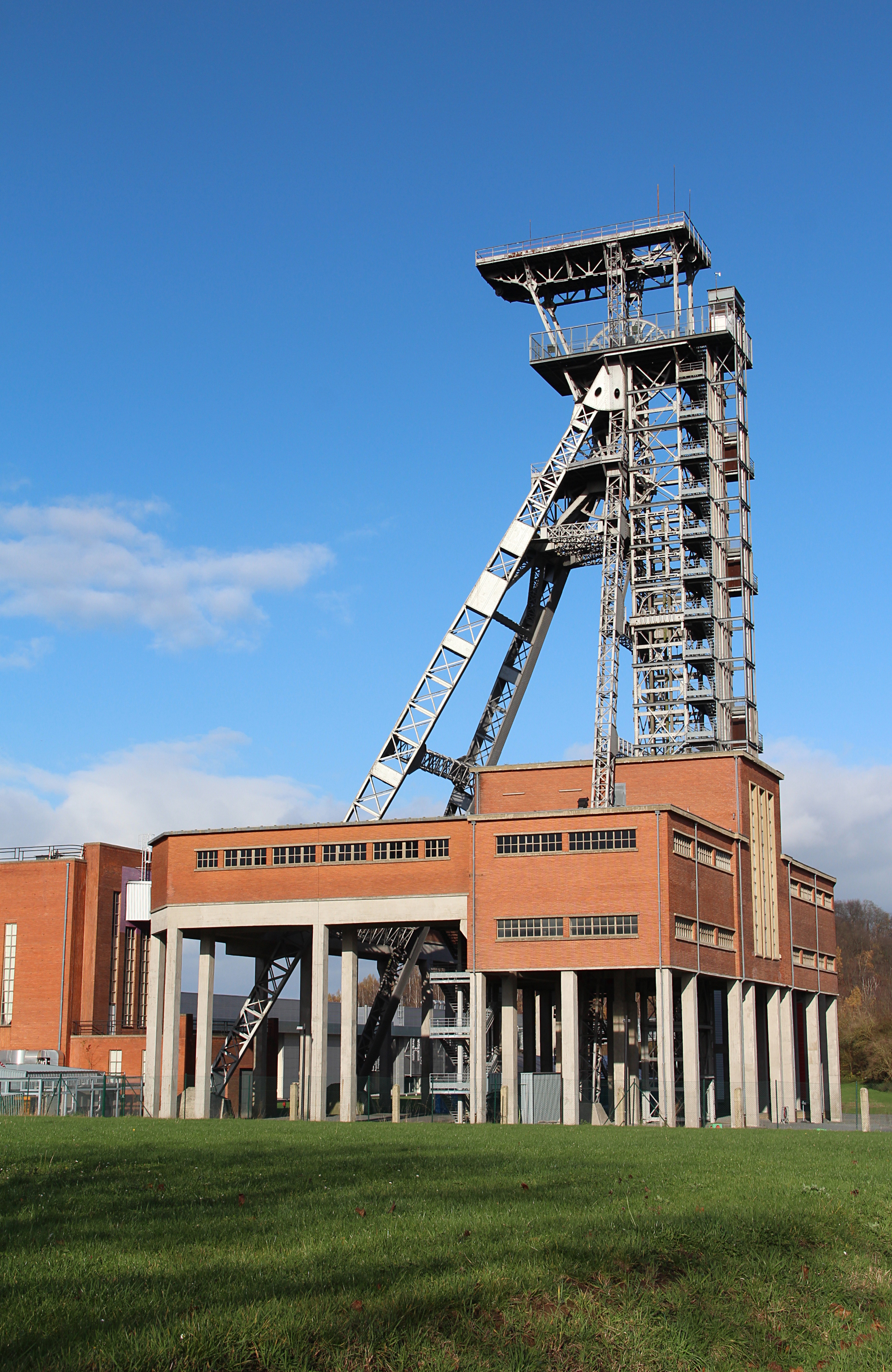
벨기에의 탄광

탄광(炭鑛) 또는 탄전(炭田), 채탄(採炭)은 땅으로부터 석탄을 추출해 내는 과정이다. 석탄은 에너지원으로 가치가 있으며 1880년대 이후로 발전(發電)용으로 널리 사용되고 있다. 철과 시멘트 산업은 철광석으로부터 철을 추출하거나 시멘트 생산을 하기 위한 연료로 석탄을 활용하고 있다. 영국과 남아프리카 공화국에서는 탄광과 그 구조물을 콜리어리, 탄광을 "pit", 지상 채굴 구조물을 "pit head"라고 부른다. 오스트레일리아에서 일반적으로 "colliery"는 지하 탄광을 의미한다.
탄광은 근래 여러 해에 걸쳐 사람들이 터널을 뚫고, 땅을 파고, 카트에서 수작업으로 석탄을 추출하던 초기부터 대형 개찰구와 장벽 광산에 이르기까지 많은 발전이 있었다. 이 규모의 채굴을 위해서는 드래그 라인, 트럭, 컨베이어, 유압 잭, 시어링이 필요하다.
탄광 산업은 지역 생태계에 중대한 부정적인 환경 영향을 미치고, 지역 사회와 근로자에게 건강에 영향을 미치며, 대기 질 저하와 기후 변화와 같은 글로벌 환경 위기에 크게 기여해 왔다. 이러한 이유로 석탄은 전 세계 에너지 경제의 여러 부분에서 단계적으로 퇴출된 최초의 화석 연료 중 하나이다. 그러나 중국, 인도네시아, 인도, 오스트레일리아와 같은 주요 석탄 생산 국가들은 생산량 증가가 유럽과 미국의 감소를 대체하고 개발 중인 광산을 대체하는 등 생산량이 정점에 도달하지 못했다. 탄광 산업은 약 270만 명의 근로자를 고용하고 있다.

## 역사
석탄 채굴의 역사는 수천 년 전으로 거슬러 올라가며, 초기 광산은 고대 중국, 로마 제국 및 기타 초기 역사 경제에 기록되어 있다. 석탄 채굴은 19세기와 20세기의 산업 혁명에서 주로 증기 기관에 동력을 공급하고 건물을 난방하며 전기를 생산하는 데 사용되면서 중요해졌다. 석탄 채굴은 오늘날에도 중요한 경제 활동으로 계속되고 있지만 지구 온난화와 환경 문제에서 석탄이 크게 기여하여 수요가 감소하고 일부 지역에서는 석탄이 정점을 찍으면서 감소하기 시작했다.
석탄은 목재 연료에 비해 단위 질량당, 특정 에너지 또는 질량당 더 많은 양의 에너지를 생산하며 목재를 쉽게 구할 수 없는 지역에서 흔히 구할 수 있다. 역사적으로 가정용 연료로 사용되었지만 현재 석탄은 주로 산업, 특히 제련 및 합금 생산과 전력 생산에 사용되고 있다. 산업 혁명 기간 동안 대규모 석탄 채굴이 발전했고 석탄은 18세기부터 1950년대까지 산업 지역의 산업 및 운송을 위한 주요 에너지원을 제공했다. 석탄은 여전히 중요한 에너지원이다. 석탄은 오늘날에도 석탄 지층이 지표면에 닿거나 상대적으로 얕은 곳에서 오픈 피트 방식으로 대규모로 채굴된다. 영국은 18세기 후반부터 지하 석탄 채굴의 주요 기술을 개발했으며, 19세기와 20세기 초반의 진전에 힘입어 추가 발전이 이루어졌다. 그러나 1860년대 이후 석유와 가스가 점점 더 많이 대안으로 사용되었다.
20세기 후반까지 석탄은 대부분 국내는 물론 산업 및 운송 용도에서 석유, 가스, 원자력 또는 재생 에너지원에서 생산된 석유, 천연가스 또는 전기로 대체되었다. 2010년까지 석탄은 전 세계 에너지의 4분의 1 이상을 생산했다.
1890년부터 석탄 채굴은 정치적, 사회적 이슈이기도 했다. 20세기에 많은 국가에서 탄광 노동조합이 강력해졌고, 영국, 독일, 폴란드, 일본, 칠레, 캐나다, 미국 등 좌파 또는 사회주의 운동의 지도자로 활동하는 경우가 많았다. 1970년 이후 광부들의 건강, 노천광 및 마운틴탑 제거 채굴로 인한 경관 파괴, 대기 오염, 석탄 연소가 지구 온난화에 기여하는 등 환경 문제가 점점 더 중요해지고 있다.

## 채굴방법
석탄 채굴 방법은 광산이 지하 광산인지 지표면(오픈 캐스트라고도 함) 광산인지에 따라 달라진다. 또한 석탄 심 두께와 지질은 채굴 방법을 선택하는 데 있어 요소이다. 지표면 광산에서 석탄을 추출하는 가장 경제적인 방법은 전기 삽 또는 드래그 라인이다. 지하 채굴의 가장 경제적인 형태는 긴 벽으로, 석탄 심의 일부를 따라 흐르는 탄화물 비트가 있는 두 개의 회전 드럼을 사용한다. 지표면과 지하 광산에서 추출되는 많은 석탄은 석탄 준비 공장에서 세척해야 한다. 기술적 및 경제적 타당성은 다음을 기반으로 평가된다: 지역 지질 조건, 과중한 특성, 석탄 심 연속성, 두께, 구조, 품질 및 깊이, 지붕 및 바닥 조건, 지형, 특히 고도 및 경사면, 기후, 채굴 및 접근을 위한 토지 가용성에 영향을 미치는 토지 소유권, 지표 배수 패턴, 지하수 조건, 노동력 및 자재 가용성, 톤수, 품질 및 목적지 측면의 석탄 구매자 요건, 자본 투자 요건 등이다.
지표면 채굴과 심층 지하 채굴은 두 가지 기본 채굴 방법이다. 채굴 방법의 선택은 주로 석탄 심의 깊이, 밀도, 과중 및 두께에 달려 있으며, 표면에 비교적 가까운 수심 약 55m(180피트) 미만의 심은 일반적으로 지표면 채굴된다.
수심 55~90m(180~300피트)에서 발생하는 석탄은 일반적으로 심층 채굴되지만, 경우에 따라서는 지표면 채굴 기술을 사용할 수도 있다. 예를 들어, 수심 60m(200피트) 이상에서 발생하는 일부 미국 서부 석탄은 심의 두께가 20~25미터(60~90피트)이기 때문에 오픈 피트 방법으로 채굴된다. 90m(300피트) 미만에서 발생하는 석탄은 일반적으로 심층 채굴된다. 그러나 독일의 타게바우 함바흐처럼 지하 300~460미터(1,000~1,500피트)까지 석탄 봉제선에서 작업하는 오픈 피트 채굴 작업이 있다.

## 생산량
석탄은 50개국 이상에서 상업적으로 채굴된다. 2019년에 7,921만 톤(Mt)의 석탄이 생산되었으며, 이는 1999년 이후 20년 동안 70% 증가한 수치이다. 2018년 세계 갈색 석탄(갈탄) 생산량은 803.2만 톤이었으며, 독일은 166.3만 톤으로 세계 최대 생산국이다. 구체적인 갈탄 생산량 데이터는 공개되지 않았지만 중국은 전 세계에서 두 번째로 큰 갈탄 생산국이자 소비국일 가능성이 높다.
석탄 생산량은 아시아에서 가장 빠르게 증가한 반면 유럽은 감소했다. 2011년 이후 세계 석탄 생산량은 안정적으로 증가하여 유럽과 미국의 감소가 중국, 인도네시아, 오스트레일리아의 증가로 상쇄되었다. 상위 석탄 채굴 국가는 다음과 같다:
| 국가              | 생산량   |
| ----------------- | -------- |
| 중국              | 3,692 Mt |
| 인도              | 745 Mt   |
| 미국              | 640 Mt   |
| 인도네시아        | 585 Mt   |
| 오스트레일리아    | 500 Mt   |
| 러시아            | 425 Mt   |
| 남아프리카 공화국 | 264 Mt   |
| 독일              | 132 Mt   |
| 카자흐스탄        | 117 Mt   |
| 폴란드            | 112 Mt   |

## 현대 채굴
대기 질을 모니터링하기 위해 정교한 감지 장비를 사용하는 것은 흔한 일이며, "광부의 카나리아"라고 불리는 카나리아와 같은 작은 동물의 사용을 대체했다.
미국에서는 기술의 증가로 채굴 인력이 크게 감소했다. 2015년 미국 탄광의 직원 수는 65,971명으로 1978년 EIA가 데이터를 수집하기 시작한 이래 가장 낮은 수치이다. 그러나 2016년 연구에 따르면 상대적으로 적은 투자로 인해 대부분의 석탄 노동자가 태양광 에너지 산업을 위해 재교육을 받을 수 있을 것으로 보고되었다.

## 같이 보기
- 탄폐증
- 아동 노동